# Paderne (Albufeira)
Paderne é uma povoação portuguesa sede da Freguesia de Paderne do Município de Albufeira, freguesia com 52,56 km² de área e 3498 habitantes (censo de 2021), tendo, por isso, uma densidade populacional de 66,6 hab./km², o que lhe permite ser classificada como uma Área de Baixa Densidade (portaria 1467-A/2001).
A freguesia de Paderne está situada na margem esquerda da ribeira de Algibre ou de Quarteira, a cerca de 12 km da sede municipal. 
O seu orago é a Nossa Senhora da Esperança, celebrada todos os anos no dia 30 de novembro.

## Demografia
A população registada nos censos foi:
| Distribuição da População por Grupos Etários | Distribuição da População por Grupos Etários | Distribuição da População por Grupos Etários | Distribuição da População por Grupos Etários | Distribuição da População por Grupos Etários |
| -------------------------------------------- | -------------------------------------------- | -------------------------------------------- | -------------------------------------------- | -------------------------------------------- |
| Ano                                          | 0-14 Anos                                    | 15-24 Anos                                   | 25-64 Anos                                   | > 65 Anos                                    |
| 2001                                         | 516                                          | 414                                          | 1753                                         | 821                                          |
| 2011                                         | 402                                          | 319                                          | 1759                                         | 824                                          |
| 2021                                         | 424                                          | 264                                          | 1890                                         | 920                                          |

## Toponímia
O topónimo “Paderne” deriva do baixo-latim (villa) Paterni, “a quinta de Paterno”.

## Geografia
Localizada no Barrocal Algarvio, Paderne é uma pequena aldeia numa freguesia com 53 km2 e com aproximadamente 3500 habitantes. É uma das mais antigas do Município de Albufeira, e pelas suas características rurais, mantendo os traços de uma aldeia do interior com o seu castelo assim como vários pontos de interesse paisagístico nomeadamente: a fonte, as ribeiras de Algibre e de Quarteira e seus açudes tendo muitos outros pontos históricos de referência a considerar e visitar. 

## Personalidades destacadas
- Firmino João Martins (1925-2021) — Ferroviário e sindicalista, prisioneiro político do Estado Novo

## Património
- Lista de património edificado em Albufeira
- Azenha de Paderne
- Casa Paroquial de Paderne
- Castelo de Paderne
- Ermida de Nossa Senhora da Assunção
- Ermida de Nossa Senhora do Pé da Cruz
- Fonte de Paderne
- Igreja Matriz de Paderne
- Museu do Barrocal
- Ponte medieval de Paderne